# Izoterma HJ
Izoterma Harkinsa-Jury, w skrócie izoterma HJ – rodzaj izotermy adsorpcji, która opisuje adsorpcję jako równowagę pomiędzy ciekłą błonką adsorbatu a jego parą. Nie jest stosowana dla niskich pokryć – jedynie w obszarze, gdy ilość adsorbatu na powierzchni adsorbentu jest na tyle duża, aby można mówić o cieczy (dwu- lub trójwymiarowej), a więc w obszarze tworzenia tzw. wielowarstwy odpowiadającym również obszarowi kondensacji kapilarnej w mezoporach.
{\displaystyle \ln {\frac {p}{p_{s}}}=B-{\frac {A}{a^{2}}},}
gdzie:
{\displaystyle A,B} – stałe empiryczne,
{\displaystyle p} – ciśnienie pary adsorbatu,
{\displaystyle p_{s}} – ciśnienie pary nasyconej adsorbatu,
{\displaystyle a} – wielkość adsorpcji (często oznaczana też {\displaystyle v} – wówczas podawana jest jako ilość adsorbatu w przeliczeniu na stan gazowy, z reguły w warunkach normalnych, co oznaczane jest często literami STP).
UWAGA. W podanych równaniach bardzo często stosuje się zamiast logarytmów naturalnych logarytmy dziesiętne!
Izoterma HJ jest często podawana w formie tzw. krzywej {\displaystyle t} (ang. t-curve):
{\displaystyle t=t_{m}\left({\frac {A'}{B-ln(x)}}\right)^{1/2},}
gdzie:
{\displaystyle t} – statystyczna grubość warstwy adsorbatu,
{\displaystyle t_{m}} – grubość monowarstwy,
{\displaystyle x=p/p_{s}} – tzw. ciśnienie względne.
Zaletą tej izotermy jest łatwość dopasowania do danych doświadczalnych, dane doświadczalne przedstawia się w prostych współrzędnych liniowych:
{\displaystyle \ln p=(B+\ln p_{s})-A\left({\frac {1}{a^{2}}}\right),}
gdzie {\displaystyle a} i {\displaystyle p} są bezpośrednio dostępne z pomiaru.
Izoterma HJ jest często wykorzystywana przy obliczaniu rozkładu porów adsorbentów na podstawie analizy izoterm adsorpcji i desorpcji azotu w temperaturze ciekłego azotu w tzw. metodzie BJH. Zamiast izotermy HJ używa się czasami także izotermy Halseya (inaczej izoterma Frenkela-Halseya-Hilla).